# 士嘉堡醫院

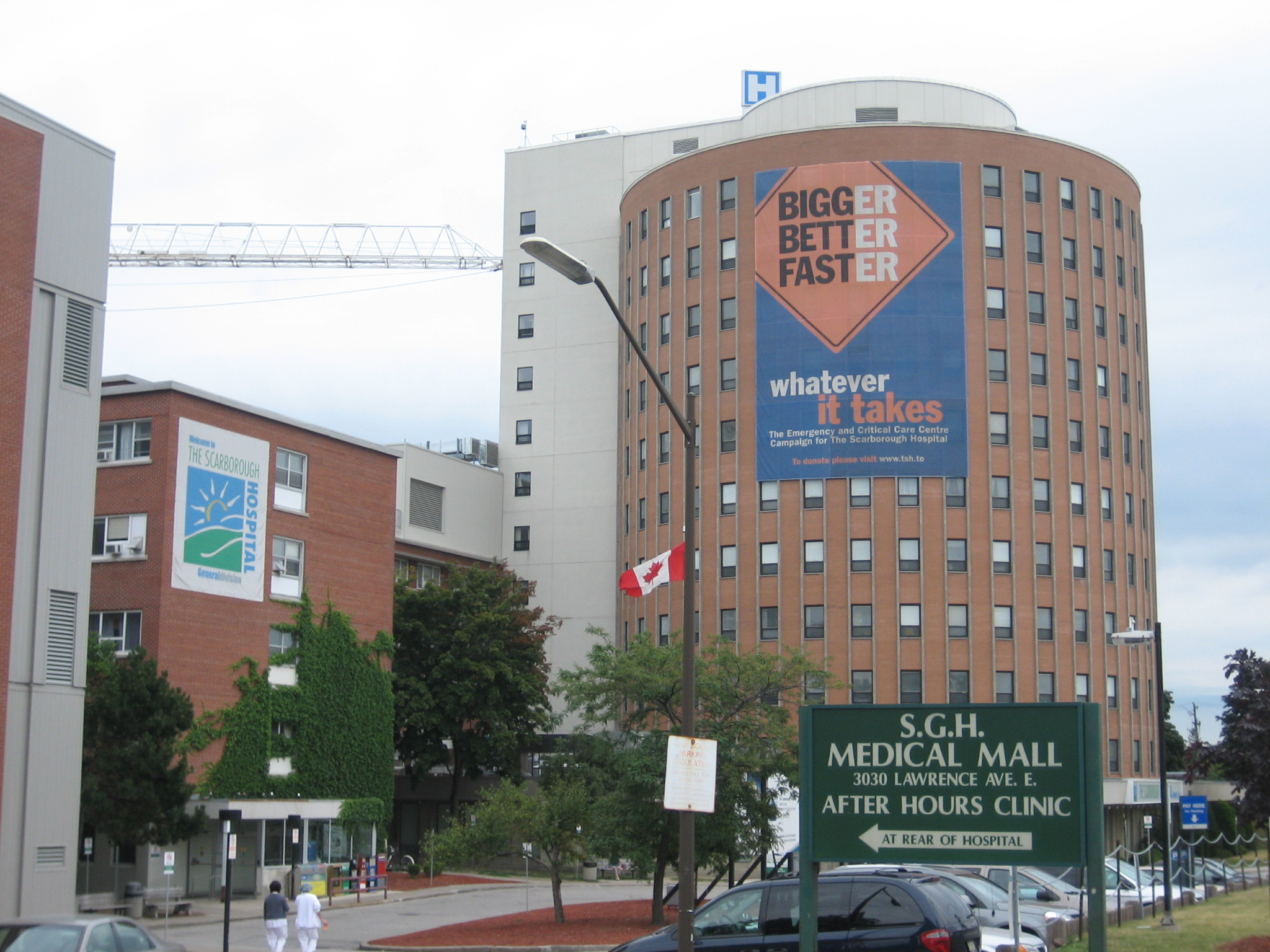
士嘉堡醫院

士嘉堡醫院（英語：The Scarborough Hospital，縮寫）是位於加拿大安大略多倫多士嘉堡的醫院机构，士嘉堡醫院有兩所醫院和六个卫星中心。士嘉堡醫院其中兩所主要醫院分別是士嘉堡全科醫院和貝治芒醫院。
1956年士嘉堡全科醫院啟用，1985年士嘉堡慈恩醫院啟用，後來兩者在1998年正式合併為士嘉堡醫院机构。2009年7月時，士嘉堡慈恩醫院改称貝治芒醫院。